# Oude stadhuis (Hindeloopen)
Het oude stadhuis in de Friese plaats Hindeloopen was tot 1919 gevestigd aan de Dijkweg 3 en in de periode van 1919 tot 1984 aan de Nieuwe Weide 1.

## Voor 1919
Voor 1919 was het stadhuis van de voormalige gemeente Hindeloopen gevestigd in een tweebeukig pand aan de Dijkweg 3. Het pand dateert uit 1682 of 1683. In 1823 werd de ingang van het pand verplaatst naar de oostelijke zijde. De omlijste ingang bevindt zich boven het bordes. Hier weer boven staat, op een timpaan, het beeld van Vrouwe Justitia. In het souterrain bevindt zich een cachot. Het pand diende tevens als waaggebouw. In 1917 kreeg de toenmalige gemeente Hindeloopen de kunst- en antiekverzameling met een grote collectie van Hindelooper voorwerpen van Hidde Nijland aangeboden. Voorwaarde bij de schenking was dat de collectie tentoongesteld moest worden in het stadhuis aan de Dijkweg. De gemeente aanvaardde de collectie en ging op zoek naar een nieuw onderkomen voor het stadhuis. Het pand aan de Dijkweg werd ingericht als museum en kreeg de naam Hidde Nijlandmuseum, vanaf 2008 Museum Hindeloopen genoemd. Het pand is erkend als rijksmonument.

## Van 1919 tot 1984
Van 1919 tot 1984 was het stadhuis van de voormalige gemeente Hindeloopen gevestigd in een herenhuis aan de Nieuwe Weide 1. Dit huis werd in 1795 gebouwd in opdracht van Auke Wiggerts. Het huis is vijf traveeën breed en heeft een schilddak met twee hoekschoorstenen. De borden boven de schoorstenen zijn voorzien van sierelementen. De kroonlijst aan de voor- en aan de achterzijde heeft een timpaan met ornamenten in een Lodewijk XVI-stijl. Naast het huis bevindt zich een kleiner huis (likhûs), dat waarschijnlijk vroeger als zomerhuis dienst heeft gedaan. Na het opgaan van de gemeente Hindeloopen in de nieuwe gemeente Nijefurd in 1984 werd het stadhuis overbodig. Ook dit voormalige stadhuis is erkend als rijksmonument.

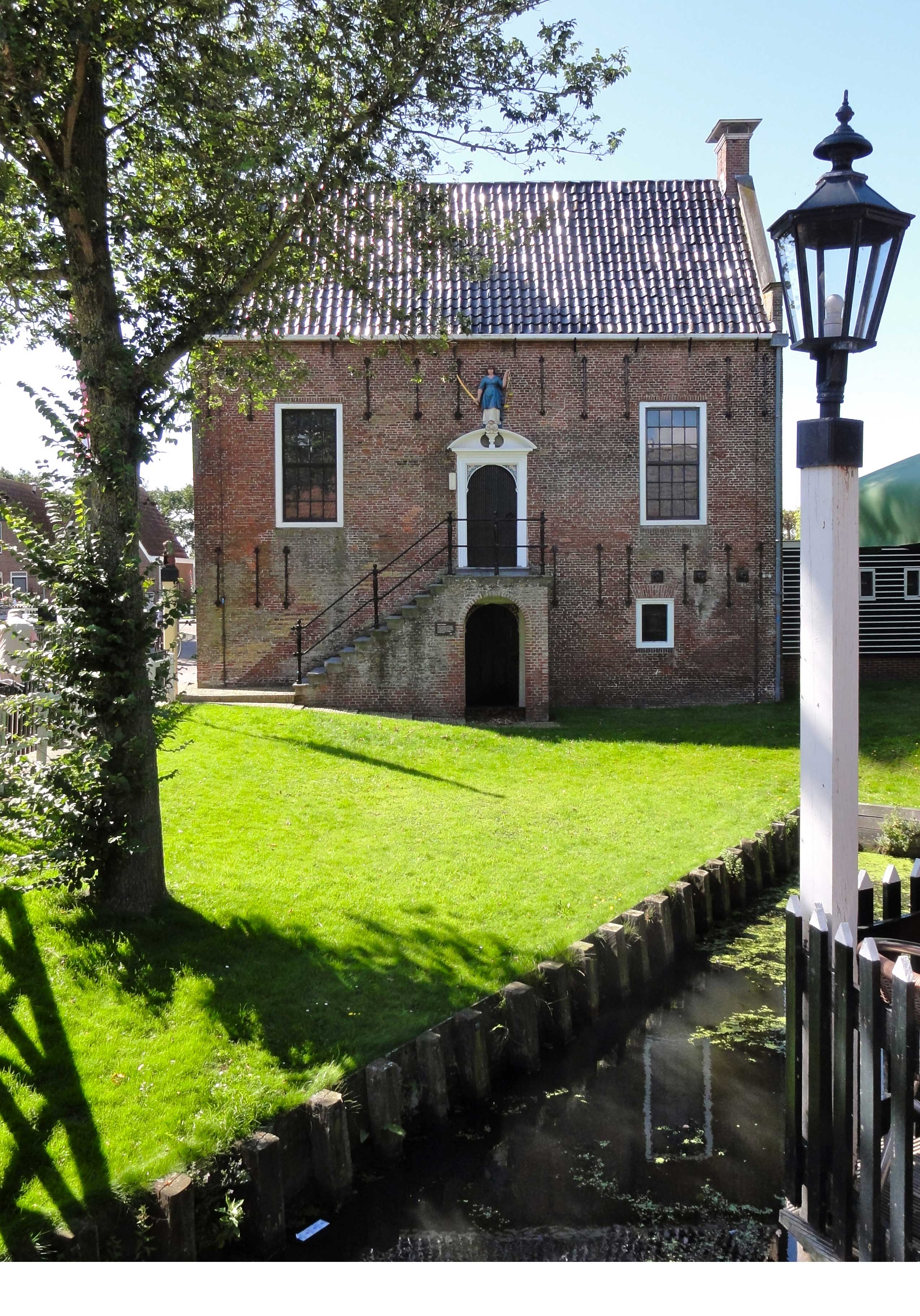
Het voormalige stadhuis van Hindeloopen aan de Dijkweg 3
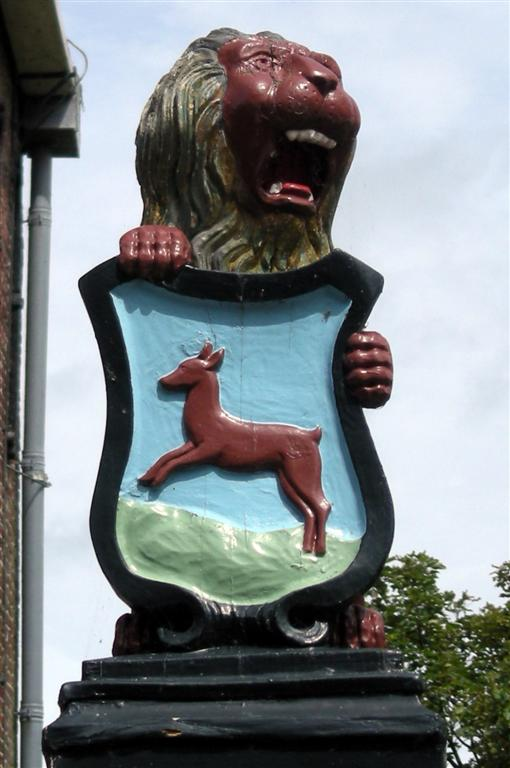
Wapen van Hindeloopen (Dijkweg3)
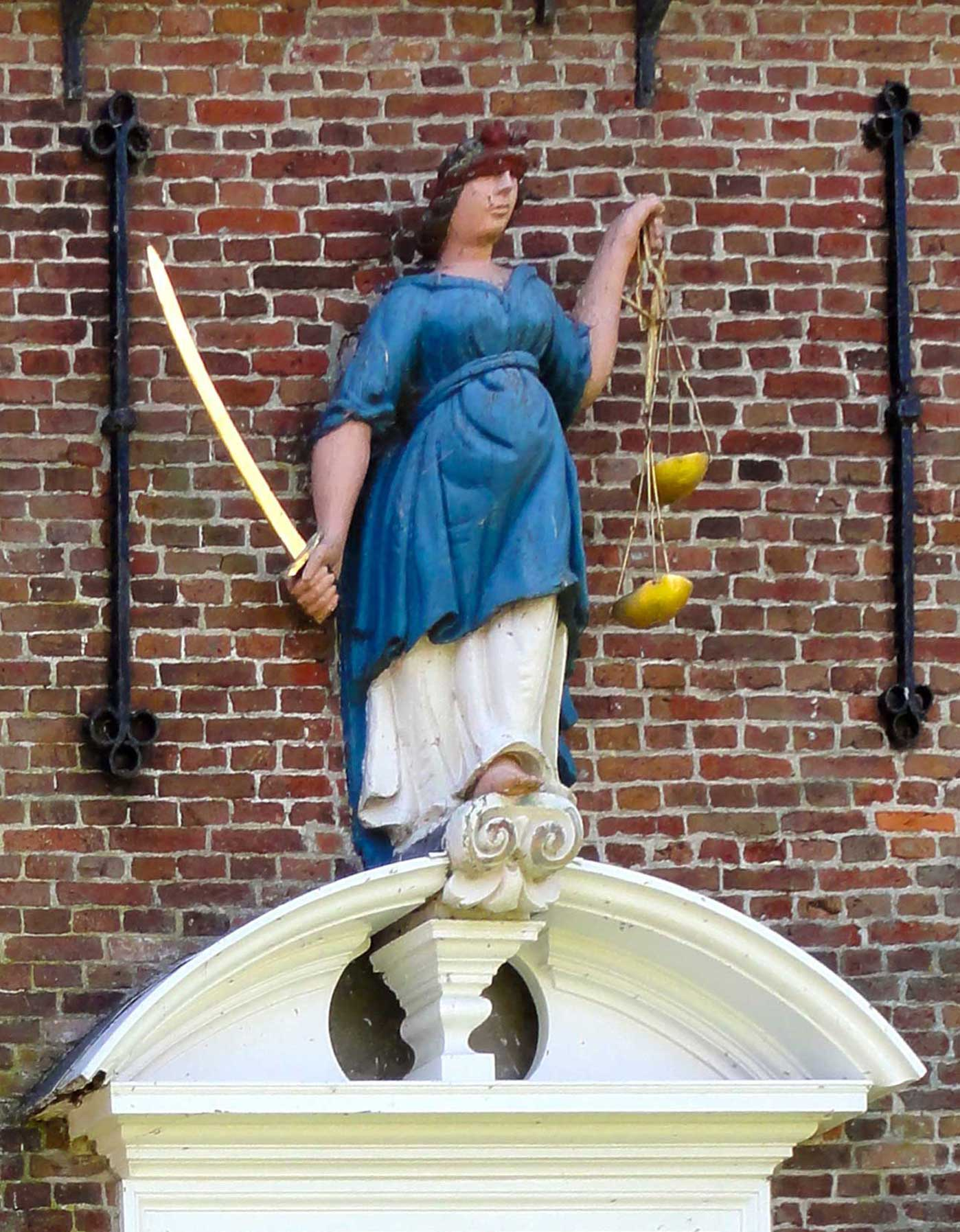
Vrouwe Justitia (Dijkweg 3)
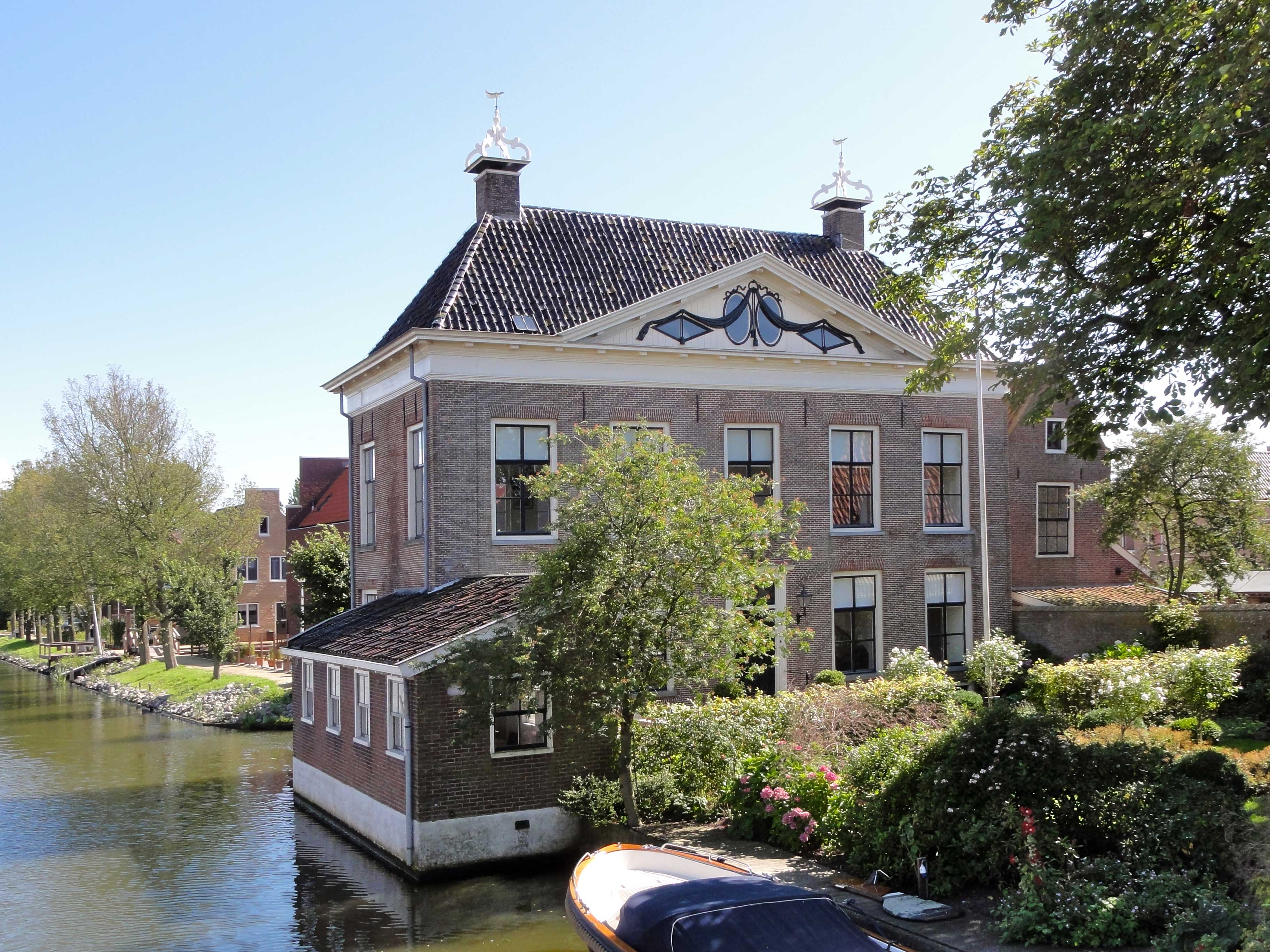
Het voormalige stadhuis van Hindeloopen aan de Nieuwe Weide 1

Bolsward · 
Dokkum ·
Franeker ·
Gorredijk ·
Harlingen ·
Hindeloopen ·
Kollum ·
Langweer ·
Leeuwarden ·
Leeuwarden (beurs) ·
Lemmer ·
Makkum ·
Oldeboorn ·
Sloten ·
Workum
Bolsward · 
Dokkum ·
Franeker ·
Harlingen ·
Hindeloopen ·
IJlst ·
Leeuwarden ·
Sloten ·
Sneek ·
Stavoren ·
Workum